# Гидроксид железа(II)
Гидрокси́д желе́за(II) — неорганическое вещество с формулой Fe(OH)2, соединение железа. Амфотерный гидроксид с преобладанием осно́вных свойств. Кристаллическое вещество белого (иногда с зеленоватым оттенком) цвета, на воздухе со временем темнеет. Является одним из промежуточных соединений при ржавлении железа.

## Нахождение в природе
Гидроксид железа(II) встречается в природе в виде минерала амакинита. Данный минерал содержит примеси магния и марганца (эмпирическая формула Fe0,7Mg0,2Mn0,1(OH)2). Цвет минерала жёлто-зелёный или светло-зелёный, твёрдость по Моосу 3,5—4, плотность 2,925—2,98 г/см³.

## Физические свойства
Чистый гидроксид железа(II) — кристаллическое вещество белого цветана фото — коричневый цвет. Иногда имеет зеленоватый оттенок из-за примесей гидроксида железа(III). Со временем на воздухе темнеет вследствие окисления. Нерастворим в воде (растворимость 5,8⋅10−6 моль/л). При нагревании разлагается. Имеет тригональную сингонию кристаллической решётки.

## Химические свойства
Гидроксид железа(II) вступает в следующие реакции.
Проявляет свойства основания — легко вступает в реакции нейтрализации с разбавленными кислотами, например с соляной (образуется раствор хлорида железа(II)):
{\displaystyle {\mathsf {Fe(OH)_{2}\ +\ 2HCl\ \longrightarrow \ FeCl_{2}\ +\ 2H_{2}O}}}
В более жёстких условиях проявляет кислотные свойства, например с концентрированным (более 50 %) гидроксидом натрия при кипении в атмосфере азота образует осадок тетрагидроксоферрата(II) натрия:
{\displaystyle {\mathsf {Fe(OH)_{2}\ +\ 2NaOH\ \longrightarrow \ Na_{2}[Fe(OH)_{4}]\downarrow }}}
Не реагирует с гидратом аммиака. При нагревании реагирует с концентрированными растворами солей аммония, например, хлорида аммония:
{\displaystyle {\mathsf {Fe(OH)_{2}\ +\ 2NH_{4}Cl\ \longrightarrow \ FeCl_{2}\ +\ 2NH_{3}\uparrow \ +\ 2H_{2}O}}}
При нагревании разлагается с образованием оксида железа(II):
{\displaystyle {\mathsf {Fe(OH)_{2}\ {\xrightarrow {150-200\ ^{\circ }C}}\ FeO\ +\ H_{2}O}}}
В этой реакции в качестве примесей образуются металлическое железо и оксид железа(II,III)(Fe3O4).
В виде суспензии, при кипячении в присутствии кислорода воздуха окисляется до метагидроксида железа. При нагревании с последним образует оксид железа(II,III):
{\displaystyle {\mathsf {4Fe(OH)_{2}\ +\ O_{2}\ \longrightarrow \ 4FeO(OH)\ +\ 2H_{2}O}}}
{\displaystyle {\mathsf {Fe(OH)_{2}\ +\ 2FeO(OH)\ {\xrightarrow {600-1000\ ^{\circ }C}}\ (Fe^{II}Fe_{2}^{III})O_{4}\ +\ 2H_{2}O}}}
Эти реакции также происходят (медленно) в процессе коррозии железа.

## Получение
Гидроксид железа(II) может быть получен в виде осадка в обменных реакциях растворов солей железа(II) со щёлочью, например:
{\displaystyle {\mathsf {FeSO_{4}\ +\ 2KOH\ \longrightarrow \ Fe(OH)_{2}\downarrow \ +\ K_{2}SO_{4}}}}
Образование гидроксида железа(II) является одной из стадий ржавления железа:
{\displaystyle {\mathsf {2Fe\ +\ 2H_{2}O\ +\ O_{2}\ \longrightarrow \ 2Fe(OH)_{2}}}}
Также гидроксид железа(II) может быть получен электролизом раствора солей щелочных металлов(например хлорида натрия) при перемешивании. Сначала образуется соль железа, которая при реакции с образовавшимся гидроксидом натрия даёт гидроксид железа. Чтобы получить двухвалентный гидроксид нужно вести электролиз при большой плотности тока. Реакция в общем виде:
{\displaystyle {\mathsf {Fe\ +\ 2H_{2}O\ \longrightarrow \ Fe(OH)_{2}\downarrow \ +H_{2}}}}

## Применение
Гидроксид железа(II) находит применение при изготовлении активной массы железо-никелевых аккумуляторов.